# Чорнояровська сільська рада
Чорноя́ровська сільська рада (рос. Чернояровский сельский совет) — сільське поселення у складі Ташлинського району Оренбурзької області Росії.
Адміністративний центр — село Чорноярово.

## Населення
Населення — 897 осіб (2019; 1041 в 2010, 1142 у 2002).

## Склад
До складу сільської ради входять:
| Населений пункт    | Населення, осіб (2002) | Населення, осіб (2010) |
| ------------------ | ---------------------- | ---------------------- |
| Жигалино, село     | 233                    | 201                    |
| Чоботарьовка, село | 206                    | 149                    |
| Чорноярово, село   | 703                    | 691                    |